# La De Da
«La De Da» es una canción del músico británico Ringo Starr, publicada en el álbum de estudio Vertical Man (1998). La canción, que contó con la colaboración de músicos como Paul McCartney y Steven Tyler en los coros, fue publicada como primer sencillo promocional del álbum con la canción «Everyday», no incluida en Vertical Man, como cara B.

## Grabación
«La De Da» fue compuesta entre varios miembros de The Roundheads, un grupo integrado por Ringo Starr, Mark Hudson, Dean Grakal, y Steve Dudas, entre otros, y grabada el 20 de julio de 1997 en los Whatinthewhathe? Studios de Los Ángeles. Sin embargo, la canción contó con colaboraciones de otros músicos que fueron incorporadas a la pista básica instrumental: Joe Walsh, exmiembro de Eagles, tocó varias partes de guitarra eléctrica a canciones como «La De Da», «What in the... World» y «Mindfield». El 29 de septiembre, Paul McCartney, añadió una pista de bajo y coros en una sesión de grabación con Starr, Hudson, Emerick y Paul Wright en The Mill, los estudios personales del músico en Inglaterra. La sesión de grabación fue filmada por Grakal, y varios extractos de la misma fueron incluidas en el videoclip de la canción.
El 13 de noviembre, Starr formó un coro informal de 45 personas, integrado por amigos y miembros de su familia, que también participó en la grabación de la canción.

## Videoclip
En un principio, Starr había considerado la opción de filmar un videoclip para la canción en el Shea Stadium de Nueva York. Sin embargo, la filmación fue interrumpida debido a las condiciones climatológicas, por lo que fue trasladada a las calles de Nueva York, donde Starr aparece sentado en un banco con un paraguas. El video intercala material de Starr interpretando la canción con The Roundheads, así como material grabado en The Mill Studios, con Paul McCartney cantando los coros.

## Lista de canciones
| N.º | Título                  | Escritor(es)                                           | Duración |  |
| 1.  | «La De Da» (Radio edit) | Richard Starkey, Mark Hudson, Dean Grakal, Steve Dudas | 4:14     |  |
| 2.  | «Everyday»              | Richard Starkey, Mark Hudson, Dean Grakal, Steve Dudas | 4:09     |  |

## Personal
- Ringo Starr: voz, batería, percusión y coros.
- Mark Hudson: bajo y guitarra eléctrica.
- Paul McCartney: bajo y coros.
- Steven Tyler: coros
- Scott Weiland: coros
- Joe Walsh: guitarra eléctrica
- Steve Dudas: guitarras eléctrica
- Jim Cox: órgano